# Tazenda (album)
Tazenda è il primo album del gruppo omonimo, pubblicato nel 1988 dalla Dischi Ricordi.
Vendette circa 60 000 copie.

## Descrizione
È l'album di lancio del giovane gruppo sardo, nato da una frangia del Coro degli Angeli, che si farà conoscere con canzoni come Carrasecare, che diventerà un classico del loro repertorio. Da notare canzoni come A sa zente, prima canzone scritta dal gruppo, Chelu nieddu e No potho reposare, canzone tradizionale sarda nella quale Andrea Parodi mostra tutte le sue indiscutibili qualità canore (si dice che questa versione di No potho reposare sia stata incisa addirittura quando c'era ancora il Coro degli Angeli).
L'album è completamente in lingua sarda; non risultano infatti tracce o frasi in lingua italiana.

## Tracce
Testi e musiche di Gino Marielli, eccetto dove indicato.
1. Sos ojos de sa jana – 3:11
2. A sa zente – 4:25 (Gianni Virdis, Gino Marielli)
3. A Deus piachende – 4:38 (Piero Marras, Gino Marielli)
4. S'urtima luche – 4:31 (Piero Marras, Gino Marielli)
5. Carrasecare – 4:33 (Piero Marras, Gino Marielli)
6. ... a passu lentu – 5:49 (Piero Marras, Gino Marielli)
7. Chelu nieddu – 4:35
8. Sentimentu – 4:36
9. No potho reposare – 4:20 (Salvatore Sini, Giuseppe Rachel, Gino Marielli)

## Formazione
Tazenda
- Andrea Parodi – voce
- Gigi Camedda – tastiera, sequencer, voce secondaria
- Gino Marielli – chitarra, voce secondaria

Altri musicisti
- Maurizio Lotito – cembalo, tamburello
- Paolo Erre – programmazione
- Claudio Golinelli – basso
- Lele Melotti – batteria, percussioni
- Max Costa – programmazione in Non potho reposare